# Franklin Pangborn
Franklin Pangborn (Newark, Nueva Jersey; 23 de enero de 1889 – Laguna Beach, California; 20 de julio de 1958) fue un actor cinematográfico estadounidense, famoso por sus papeles, cortos pero memorables, y por su instinto cómico. Actuó en muchas películas de Preston Sturges y en filmes de W.C. Fields como International House, The Bank Dick y Never Give a Sucker an Even Break.

## Biografía
Nacido en Newark, Nueva Jersey, en los inicios de los años 1930 Pangborn actuó en cortos de Mack Sennett, Hal Roach, Universal Pictures, Columbia Pictures, y Pathé Exchange, casi siempre en papeles de reparto. También participó en numerosos largometrajes, tanto en papeles secundarios como en cameos.
Actor de carácter, Pangborn interpretaba a tipos quisquillosos, educados, elegantes y enérgicos, a menudo exigentes, algo nerviosos y esencialmente optimistas, con una forma de hablar muy rápida e inmediatamente reconocible. Entre sus personajes figuraban empleados de hotel, un músico engreído, un maitre fastidioso, un observador de aves entusiasta, y otros que habitualmente encaraban situaciones frustrantes tratadas humorísticamente.
El personaje tipo de Pangborn fue a menudo considerado como un estereotipo gay, aunque en su tiempo ese tema era muy sensible como para ser tratado de manera clara y abierta en las producciones cinematográficas.
Pangborn sirvió como apoyo eficaz de muchos de los grandes comediantes, entre ellos Fields, Harold Lloyd, Olsen y Johnson, y los Ritz Brothers. Actuó de manera regular en comedias (entre ellas varias dirigidas por Preston Sturges) y musicales de los años 1940. 
Cuando el trabajo en el cine se le hizo más escaso, empezó a actuar en televisión, medio en el cual participó en programas como The Red Skelton Show y This Is Your Life, en éste homenajenado a su antiguo jefe, Mack Sennett. Pangborn fue un breve tiempo locutor del programa de Jack Paar The Tonight Show, aunque a las pocas semanas fue reemplazado por Hugh Downs por falta de "entusiasmo espontáneo". 
Según Internet Movie Database, la última actuación de Pangborn tuvo lugar en The Red Skelton Show el 22 de abril de 1958.
Pangborn vivió en Laguna Beach, California, junto a su madre y su "amigo ocasional", según William Mann en Behind the Screen. Falleció en 1958 tras ser sometido a cirugía para tratar un cáncer. Fue enterrado en el Cementerio Forest Lawn Memorial Park de Glendale, California. 
Por su contribución al cine, a Pangborn se le concedió una estrella en el Paseo de la Fama de Hollywood, en el 1500 de Vine Street.

## Selección de su filmografía
| - Exit Smiling (1926) - Cheer Up and Smile (1930) - Not So Dumb (1930) - The Loud Mouth (1932) - The Half-Naked Truth (1932) - International House (1933) - Bed of Roses (1933) - Menu (1933) - Wild Poses (1933) - Volando a Río (1933) - Strictly Dynamite (1934) - Young and Beautiful (1934) - 1,000 Dollars a Minute (1935) - The Headline Woman (1935) - Tomorrow's Youth (1935) - My Man Godfrey (1936) - El secreto de vivir (1936) - Easy Living (1937) - Damas del teatro (1937) - Bluebeard's Eighth Wife (1938) - Vivacious Lady (1938) - Four's a Crowd (1938) - Joy of Living (1938) - Carefree (1938) - Just Around the Corner (1938) - Rebecca of Sunnybrook Farm (1938) | - 5th Ave Girl (1939) - Topper Takes a Trip (1939) - Christmas in July (1940) - The Bank Dick (1940) - The Flame of New Orleans (1941) - Never Give a Sucker an Even Break (1941) - Los viajes de Sullivan (1941) - La extraña pasajera (Now, Voyager, 1942) - The Palm Beach Story (1942) - Obliging Young Lady (1942) - Strictly in the Groove (1942) - George Washington Slept Here (1942) - Reveille with Beverly (1943) - Holy Matrimony (1943) - Crazy House (1943) - Hail the Conquering Hero (1944) - The Great Moment (1944) - The Horn Blows at Midnight (1945) - Two Guys from Milwaukee (1946) - The sin of Harold Diddlebock (1947) - Romance on the High Seas (1948) - My Dream Is Yours (1949) - La historia de la humanidad (1957) |